# Mabel Gómez de Marelli
Nilda Mabel Gómez de Marelli (Resistencia, 12 de junio de 1936-Posadas, 25 de julio de 2021) fue una política y docente argentina. Se desempeñó como diputada nacional por la provincia de Misiones, como también presidenta de la Cámara de Representantes de la Provincia de Misiones de aquella provincia, siendo la única mujer en desempeñar ese cargo. Por otra parte, fue convencional constituyente durante la reforma de 1994 de la constitución argentina.

## Biografía
Nació en Resistencia, Chaco. Se casó con el arquitecto Rubén Marelli, posadeño, con quien luego se instalaría en Posadas. Comenzó a militar desde adolescente en la Unión Cívica Radical. Siendo maestra, comenzó su actividad como activista gremial en CTERA y el sindicato provincial UDPM, el que ayudó a constituir.
Fue de las primeras mujeres en desempeñar cargos partidarios y políticos en la provincia de Misiones, desde la década de 1960. Adhirió a la Unión Cívica Radical Intransigente, apoyando a Arturo Frondizi.
En la década de 1980, fue electa como diputada nacional y luego diputada provincial, llegando a la vicepresidencia de la Cámara de Representantes, como también Presidenta de la Cámara, cargo que desempeñó entre 1988 y 1989, cuando renunció por ser electa diputada nacional. Fue convencional constituyente en la reforma constitucional de 1994.
Falleció a causa de las complicaciones derivadas del COVID-19 en el Hospital Boratti de la ciudad de Posadas.